# دین امادون
دین امادون (انگلیسی: Dean Amadon؛ ۵ ژوئن ۱۹۱۲ – ۱۲ ژانویهٔ ۲۰۰۳) یک دانشمند در زمینه پرنده‌شناسی اهل ایالات متحده آمریکا بود.